# Кгаогело Секгота
Кгаогело Ратете Секгота (англ. Kgaogelo Rathete Sekgota; нар. 22 червня 1997, Сешего, ПАР) — південноафриканський футболіст, вінгер «Стелленбоша».

## Клубна кар'єра
Вихованець молодіжної академії «Полокване Юнайтед», до якої приєднався 2012 року. Розпочав дорослу футбольну кар'єру 2017 року в литовському клубі «Стумбрас», а в січні 2019 року перейшов у «Віторію». 16 лютого 2019 року дебютував на професіональному рівні за «Віторію» в програному (0:2) матчі Прімейра-Ліги проти «Порту».
17 січня 2020 року повернувся до Південної Африки та приєднався до «Бідвест Вітс». 9 липня 2021 року, після скасування заборони на трансфери до команди, представлений як новачок «Кайзер Чифс».
1 серпня 2023 року «Кайзер Чифс» підтвердив перехід вільним агентом до «Стелленбоша».

## Кар'єра в збірній
Дебютував у національній збірній Південної Африки 4 червня 2019 року в півфінальному поєдинку Кубка КОСАФА 2019 проти Уганди, в якому на 73-й хвилині вийшов замість Камохело Махлаці.

## Статистика виступів

### Клубна
Станом на 13 квітня 2019 року.
| Сезон                 | Команда               | Чемпіонат             | Чемпіонат | Чемпіонат | Нац. кубок | Нац. кубок | Нац. кубок | Конт. кубок | Конт. кубок | Конт. кубок | Інші кубки | Інші кубки | Інші кубки | Загалом | Загалом | Загалом |
| Сезон                 | Команда               | Змаг.                 | Матчі     | Голи      | Змаг.      | Матчі      | Голи       | Змаг.       | Матчі       | Голи        | Змаг.      | Матчі      | Голи       | Матчі   | Голи    |         |
| --------------------- | --------------------- | --------------------- | --------- | --------- | ---------- | ---------- | ---------- | ----------- | ----------- | ----------- | ---------- | ---------- | ---------- | ------- | ------- | ------- |
| 2017                  | «Стумбрас»            | A                     | 12+2      | 1+0       | КЛ         | 3          | 2          |             | -           | -           |            | -          | -          | 17      | 3       |         |
| 2018                  | «Стумбрас»            | A                     | 18        | 1         | КЛ         | 0          | 0          | ЛЄУ         | 0           | 0           | СЛ         | 1          | 0          | 19      | 1       |         |
| Загалом за «Стумбрас» | Загалом за «Стумбрас» | Загалом за «Стумбрас» | 32        | 2         |            | 3          | 2          |             | 0           | 0           |            | 1          | 0          | 36      | 4       |         |
| 2018-2019             | «Віторія» (Сетубал)   | ПЛ                    | 4         | 0         | КП+КПЛ     | 0          | 0          |             | -           | -           |            | -          | -          | 4       | 0       |         |
| Усього за кар'єру     | Усього за кар'єру     | Усього за кар'єру     | 36        | 2         |            | 3          | 2          |             | 0           | 0           |            | 1          | 0          | 40      | 4       |         |

## Досягнення
«Стумбрас»
- Кубок Литви
  -  Володар (1): 2017

Індивідуальні
- Найкращий молодий гравець місяця А-ліги (1): травень 2018[6]